# Kanadensiskt varmblod
Det kanadensiska varmblodet är en hästras som avlas fram i Kanada med hjälp av olika europeiska varmblodshästar och som sedan registreras i kanadensiska varmblodsföreningen. Rasen är fortfarande under utveckling men har redan kunnat konkurrera med andra varmblodshästar. De kanadensiska varmbloden är graciösa och atletiska och används inom ridsport på hög nivå. 

## Historia
Under 1900-talets början hade de tyska varmblodshästarna nått sådan hög popularitet att många andra länder som t.ex. USA, Sverige och andra europeiska länder var i full fart med att själva utveckla sina egna varmblodshästar. De kanadensiska uppfödarna var angelägna att följa efter för att kunna konkurrera med de framgångar som andra varmblodshästar hade fått. Föreningen Canadian Warmblood Horse Breeders Association startades i början av 1990-talet, men då var det tillåtet att registrera alla slags varmblodsraser som föddes upp inom Kanadas gränser. 
Efter några år hade man fått fram ett mål till en egen variant av varmbloden som skulle baseras på de tyska varmblodsraserna som hade nått sådan framgång i både internationella och nationella tävlingar, samt OS. Man använde sig av Hannoveranare, Holsteinare, Trakehnare och den lite grövre Oldenburgaren och även belgiska och holländska varmblod. 
Idag får varmblodshästar registreras som Kanadensiskt varmblod om minst en av föräldrarna är införda i stamboken. Förutom grundraserna kan den andra föräldern även vara Rhenländare, Danskt varmblod, Svenskt varmblod, Westfalisk häst eller Wielkopolski. Hingstar måste vara testade och godkända varmblod. Inga kallblodshästar eller ponnyer får vara inblandade i rasen. Sedan 2006 måste även stona testas för att kunna registreras.

## Egenskaper
Det kanadensiska varmblodet får genomgå tuffa tester för att möta den nivå som krävs för att bli registrerade. Hästarna ska ha fjädrande rörelser och jämna gångarter. De ska även vara arbetsvilliga och med ett lätthanterligt lynne. 
Huvudet är tilltalande med stora ögon och halsen är lång och muskulös. Manken är väl markerad och sluttar ner mot ryggen som är lång och stark. Kroppsformen är något rektangulär med en stark, välformad bakdel och raka starka ben med korta skenben. Hästarna är kända för sin goda hoppkapacitet men har även utmärkt sig inom dressyr och fälttävlan. 